# Niboši
Niboši (japonsky: 煮干し) jsou malé sušené sardinky. V japonské kuchyni je jídlo konzumované hlavně jako svačina nebo polévka. Polévkový vývar niboši daši se připravuje zalitím vykostěných sardinek vodou.
Také se jedná o ingredienci pro tradiční pokrm při oslavách Nového roku. Tento se připravuje spolu se sójovou omáčkou, cukrem, rýžovým vínem mirin a sezamovými semínky.